# Alessandro Baronciani
Alessandro Baronciani (Pesaro, 10 maggio 1974) è un fumettista e illustratore italiano.
È il cantante della hardcore punk band Altro.

## Biografia
Frequenta la Scuola del Libro di Urbino e poi il corso di perfezionamento nella sezione di disegno animato. Finiti gli studi si iscrive a Milano alla Accademia di Belle Arti di Brera - non finendola - mentre lavora come art director in diverse agenzie pubblicitarie della città. Ha iniziato a disegnare fumetti da autodidatta creando una sperimentale forma di fumetto postale: un abbonamento postale dove gli abbonati potevano scrivere lettere che diventavano storie a fumetti.
Ha realizzato manifesti per festival musicali tra i quali quelli della etichetta indipendente La Tempesta, Il Mi Ami di Milano e le ultime sei edizioni del Festival di Controradio di Firenze, il Rock Contest. Come illustratore e grafico ha firmato molte copertine di dischi lavorando insieme a Davide Toffolo e i Tre allegri ragazzi morti, Bugo, Baustelle, Sick Tamburo, Prozac+, Raein e Perturbazione.
Nel 2008 esce Quando tutto diventò blu, il suo primo libro con una storia inedita stampato dalla casa editrice bolognese Black Velvet.
Nel 2010 pubblica Le ragazze nello studio di Munari che vince come miglior libro a fumetti il premio Boscarato al Treviso Comic Book Festival e il premio della rivista XL de La Repubblica al Comicon di Napoli
Nel 2015 scrive a quattro mani il libro a fumetti La distanza insieme al cantante Colapesce. Il libro li vedrà impegnati poi in un tour di concerti suonati e disegnati dal vivo per tutta l'Italia.
Nel 2016 parte insieme a Colapesce per il tour del Concerto Disegnato, dove vede l'autore insieme al cantante disegnare dal vivo durante il concerto. In editoria per ragazzi illustra il libro di Samantha Cristoforetti uscito per Feltrinelli editore.
Nel 2017 stampa Come svanire completamente attraverso una raccolta fondi online. Il libro a fumetti è fatto da circa 50 racconti separati, con mappe e fotografie e chiuso dentro una scatola.
Nel 2019 realizza l'immagine per il manifesto del Premio Strega. Disegna per la Legacy Recordings una nuova copertina per l'album Lucio Dalla - 1979 in occasione dei 40 anni dall'uscita del disco.
Nel 2020 realizza lo spettacolo tratto dal libro Quando tutto diventò blu ristampato a inizio anno da Bao Publishing. Lo spettacolo è stato scritto insieme a Corrado Nuccini chitarrista dei Giardini di Mirò, Ilariuni cantante dei Gomma, Daniele Rossi e Her Skin.
All'inizio di gennaio 2021 esce il fumetto Monokerostina nato nel 2020 grazie ad una nuova raccolta fondi online. A maggio esce il disco con le canzoni dello spettacolo ispirato dal libro a fumetti Quando tutto diventò blu, le canzoni prodotte da Corrado Nuccini sono uscite per l'etichetta indipendente La tempesta.

## Opere
- Una storia a fumetti, Black Velvet, 2006 - ISBN 88-87827-44-3
- Quando tutto diventò blu, Black Velvet 2008 - ISBN 978-88-87827-99-6
- Le ragazze nello studio di Munari, Giunti - Black velvet 2010  - ISBN 9788896197394
- Mi ricci! L'amore ai tempi del T9, Alessandro Baronciani. Rizzoli Editore - ISBN 9788817040235
- Raccolta 1992/2012 storie brevi e inedite, Bao Publishing 2013 ISBN 978-88-6543-132-0
- La distanza, Bao Publishing 2015 ISBN 978-88-6543-476-5
- Come svanire completamente, self published 2016
- Negativa, Bao Publishing 2018 ISBN 978-88-3273-157-6
- Monokerostina Self published 2021

## Opere illustrate
- Roberto Saviano, Gridalo, Bompiani, 2020 - ISBN 978-88-301-0091-6
- Stefano Sandrelli e Samantha Cristoforetti, Di Luna in Luna, Feltrinelli Editore, 2020 - ISBN 9788807923111
- Valentina Ricci, Le posizioni dell'amore, Vallardi, 2019 ISBN 978-88-6987-854-1
- Irene Spini, Selene Pascal. Agente in prova, Giunti editore, 2019 - ISBN 978-88-09-87785-6
- Paola Zannoner, C'è qualcuno nel buio, Librì, 2018 - ISBN 978-88-9425-409-9
- Matthieu Mantanus, Rossini!, Feltrinelli Editore, 2018 ISBN 978-88-0792303-6
- Paolo Rumiz, A piedi, Feltrinelli Editore, 2018 ISBN 978-88-07-89095-6
- Samantha Cristoforetti, Stefano Sandrelli, Nello Spazio con Samantha, Feltrinelli Editore, 2016 - ISBN 978-88-07-92271-8
- Vanna Vannuccini, Suonare il rock a Teheran, Feltrinelli Editore, 2014 - ISBN 9788807922442
- Stefano Ferrio, Fino all'ultimo gol, Feltrinelli Editore, 2014 - ISBN 9788807922367
- Claudia Selmi, Educazione allo shopping", Rizzoli Editore, 2012 - ISBN 9788817055697
- Vanna Vannuccini, Al di qua del muro, Feltrinelli Editore, 2010 - ISBN 9788807921506
- Mauro Corona, Storie del bosco antico, Mondadori, 2007 - ISBN 9788804565895
- Antonio Skármeta, I biscotti della fortuna, Mondadori, 2007 - ISBN 9788804617082
- Antonio Skármeta, Tema in classe, Mondadori, 2006 - ISBN 9788804565222